# Hot Milk (Band)
Hot Milk ist eine englische Rock-Band aus Manchester.

## Geschichte

### Frühe Jahre (2018 bis 2022)
Hot Milk wurde 2018 von den Sängern und Gitarristen James „Jim“ Shaw und Hannah „Han“ Mae gegründet. Beide spielten zuvor in verschiedenen kurzlebigen Bands in Manchester und arbeiteten zur Zeit der Bandgründung als Promoterin bzw. Lichttechniker. Eines Abends versuchten beide im betrunkenen Zustand, zusammen ein Lied zu schreiben, aus dem die spätere Single Take Your Jacket wurde. Mit den befreundeten Musikern Tom Paton (E-Bass) und Harry Deller (Schlagzeug) wurde die Band gegründet. Der Bandname hat laut Hannah „Han“ Mae keine besondere Bedeutung. In einem Interview erklärte sie, dass der Bandname einfach cool klingt und es keine andere Band mit diesem Namen gab. Am 3. Mai 2019 veröffentlichte die Band im Selbstverlag ihre erste EP Are You Feeling Alive?. Im Sommer des Jahres spielte die Band beim Slam Dunk Festival, dem Download-Festival und den Reading and Leeds Festivals. Hot Milk wurden bei den Heavy Music Awards 2020 in der Kategorie Best UK Breakthrough Artist nominiert. Der Preis ging jedoch an die Nova Twins. 
Im Sommer 2021 wurden Hot Milk vom Plattenlabel Music for Nations unter Vertrag genommen und veröffentlichten am 10. September 2021 ihre zweite EP I Just Wanna Know What Happens When I’m Dead. Es folgte ihre erste Headlinertournee durch das Vereinigte Königreich. Das britische Magazin Kerrang führte I Just Wanna Know What Happens When I’m Dead auf Platz zehn ihrer Liste der besten EPs des Jahres 2021. Im Sommer 2022 spielten Hot Milk auf dem Hurricane Festival, dem Nova Rock, dem Full Force, dem Download-Festival und dem Slam Dunk Festival. Darüber hinaus spielte die Band in Birmingham und London im Vorprogramm der Foo Fighters. Am 5. August 2022 wurde die dritte EP The King and Queen of Gasoline veröffentlicht. Mit ihrer Single Teenage Runaways hatte die Band einen Auftritt in der US-amerikanischen Late-Night-Show Jimmy Kimmel Live!. Im Dezember 2022 sollten Hot Milk im Vorprogramm der Foo Fighters in Australien und Neuseeland spielen. Diese Tournee wurde jedoch nach dem Tod des Foo-Fighters-Schlagzeugers Taylor Hawkins abgesagt.

### A Call to the VoidundCorporation P.O.P.(seit 2023)
Stattdessen nahm die Band ihr Debütalbum A Call to the Void auf, welches am 25. August 2023 veröffentlicht wurde und Platz 40 der britischen Albumcharts erreichte. Als Gastsänger sind der Loveless-Sänger Julian Comeau bei dem Lied Amphetamine und Alice Cooper bei dem Lied Alice Cooper’s Pool House zu hören. Im Sommer 2023 spielte die Band beim Download-, dem Pinkpop-Festival, Rock am Ring, Rock im Park sowie den Reading und Leeds Festivals. Im Herbst 2023 folgte eine Europatournee mit Witch Fever und Modern Error. Am 31. Mai 2024 veröffentlichte die Band ihr erstes Livealbum Hot Milk (Live at Manchester Academy). Es folgte eine Nordamerikatournee im Vorprogramm von Blink-182 sowie eine Teilnahme an den Sad Summer Festivals. Nach einer Tour durch das Vereinigte Königreich mit Unpeople im Herbst 2024 beendete die Band das Jahr 2024 mit einer Europatournee im Vorprogramm von Palaye Royale.
Im Herbst 2024 nahm die Band mit den Produzenten Zach Jones und KJ Stock ihr zweites Studioalbum Corporation P.O.P. auf, welches am 27. Juni 2025 erschien. Bei dem Musikvideo für die erste Singleauskoppelung 90 Seconds to Midnight ist der Komiker Frank Skinner zu sehen.

## Stil
Rich Wilson vom Onlinemagazin Allmusic beschrieb Hot Milk als Emogefärbter Pop-Punk bzw. Power Pop. James „Jim“ Shaw und Hannah „Han“ Mae beschreiben ihren Stil selbst als „Emo-Powerpop“, lehnen es aber ab, in einem bestimmten Genre limitiert zu werden, da „Genres eine Lüge“ wären. Jake Richardson vom britischen Magazin Kerrang beschrieb die Musik der EP I Just Wanna Know What Happens When I`m Dead als „lebhaften Power Pop“ und „beschwingten Pop-Rock“ und empfahl die Band an Fans von Stand Atlantic, You Me at Six und All Time Low. Seine Kollegin Emma Wilkes empfahl das Debütalbum A Call to the Void Fans von Bring Me the Horizon und Vukovi.
Während die Texte in den Anfangstagen sich mehr um Beziehungen drehten, werden auf späteren Werken Themen wie Psychische Gesundheit, Abhängigkeiten, Selbstsabotage, Kapitalismus, die Rechte der Lesben- und Schwulenbewegung, Gewalt durch Feuerwaffen und die Klimakrise thematisiert. Sängerin Hannah „Han“ Mae hat einen Master in Politikwissenschaft und wurde durch ihr Studium in ihren Texten beeinflusst.

„Wenn du deine Musik nicht nutzt, um etwas zu sagen, was ist dann der Punkt? Dann packe einfach deine Gitarre weg und hau ab!“

## Diskografie

### Studioalben
| Jahr | Titel Musiklabel                     | Höchstplatzierung, Gesamtwochen, AuszeichnungChartsChartplatzierungen (Jahr, Titel, Musiklabel, Platzierungen, Wochen, Auszeichnungen, Anmerkungen) | Anmerkungen                           |
| Jahr | Titel Musiklabel                     | UK | Anmerkungen                           |
| ---- | ------------------------------------ | --- | ------------------------------------- |
| 2023 | A Call to the Void Music for Nations | UK40 (1 Wo.)UK | Erstveröffentlichung: 25. August 2023 |
| 2025 | Corporation P.O.P. Music for Nations | — | Erstveröffentlichung: 27. Juni 2025   |

### Livealben
| Jahr | Titel Musiklabel                                        | Anmerkungen                        |
| ---- | ------------------------------------------------------- | ---------------------------------- |
| 2024 | Hot Milk (Live at Manchester Academy) Music for Nations | Erstveröffentlichung: 31. Mai 2024 |

### EPs
| Jahr | Titel Musiklabel                                               | Anmerkungen                              |
| ---- | -------------------------------------------------------------- | ---------------------------------------- |
| 2019 | Are You Feeling Alive? Selbstverlag                            | Erstveröffentlichung: 3. Mai 2019        |
| 2021 | I Just Wanna Know What Happens When I`m Dead Music for Nations | Erstveröffentlichung: 10. September 2021 |
| 2022 | The King and Queen of Gasoline Music for Nations               | Erstveröffentlichung: 5. August 2022     |

### Musikvideos
- 2019: Awful Ever After
- 2019: Take Your Jacket
- 2019: Wide Awake
- 2019: Are You Feeling Alive?
- 2019: Candy Coated Lies
- 2020: California’s Burning
- 2020: Glass Spiders
- 2021: I Just Wanna Know What Happens When I’m Dead
- 2021: I Think I Hate Myself
- 2021: Split Personality
- 2021: Woozy
- 2021: The Good Life
- 2022: Bad Influence
- 2022: Teenage Runaways
- 2022: I Fell in Love with Someone I Shouldn’t Have
- 2022: The King and Queen of Gasoline
- 2023: Horror Show
- 2023: Party on My Deathbed
- 2023: Bloodstream
- 2023: Breathing Underwater
- 2024: Where Does the Light Get In?
- 2025: 90 Seconds to Midnight
- 2025: Swallow This

## Musikpreise
| Jahr | Kategorie                   | für                | Resultat  |
| ---- | --------------------------- | ------------------ | --------- |
| 2020 | Best UK Breakthrough Artist | Hot Milk           | Nominiert |
| 2024 | Best Breakthrough Album     | A Call to the Void | Nominiert |